# Osiedle Młodych (Siemianowice Śląskie)
Osiedle Młodych – osiedle mieszkaniowe w Siemianowicach Śląskich, położone w południowo-zachodniej części miasta, w dzielnicy Bytków, w rejonie m.in. ulic: Niepodległości i Związku Harcerstwa Polskiego, a także alei Młodych i placu Skrzeka i Wójcika.
Osiedle to składa się z jedenastokondygnacyjnych bloków mieszkalnych, w większości z wielkiej płyty, powstałych przeważnie na przełomie lat 70. i 80. XX wieku. Jest ono administrowane przez Siemianowicką Spółdzielnię Mieszkaniową. Pod koniec 2019 roku osiedle liczyło 4 118 mieszkańców.

## Historia

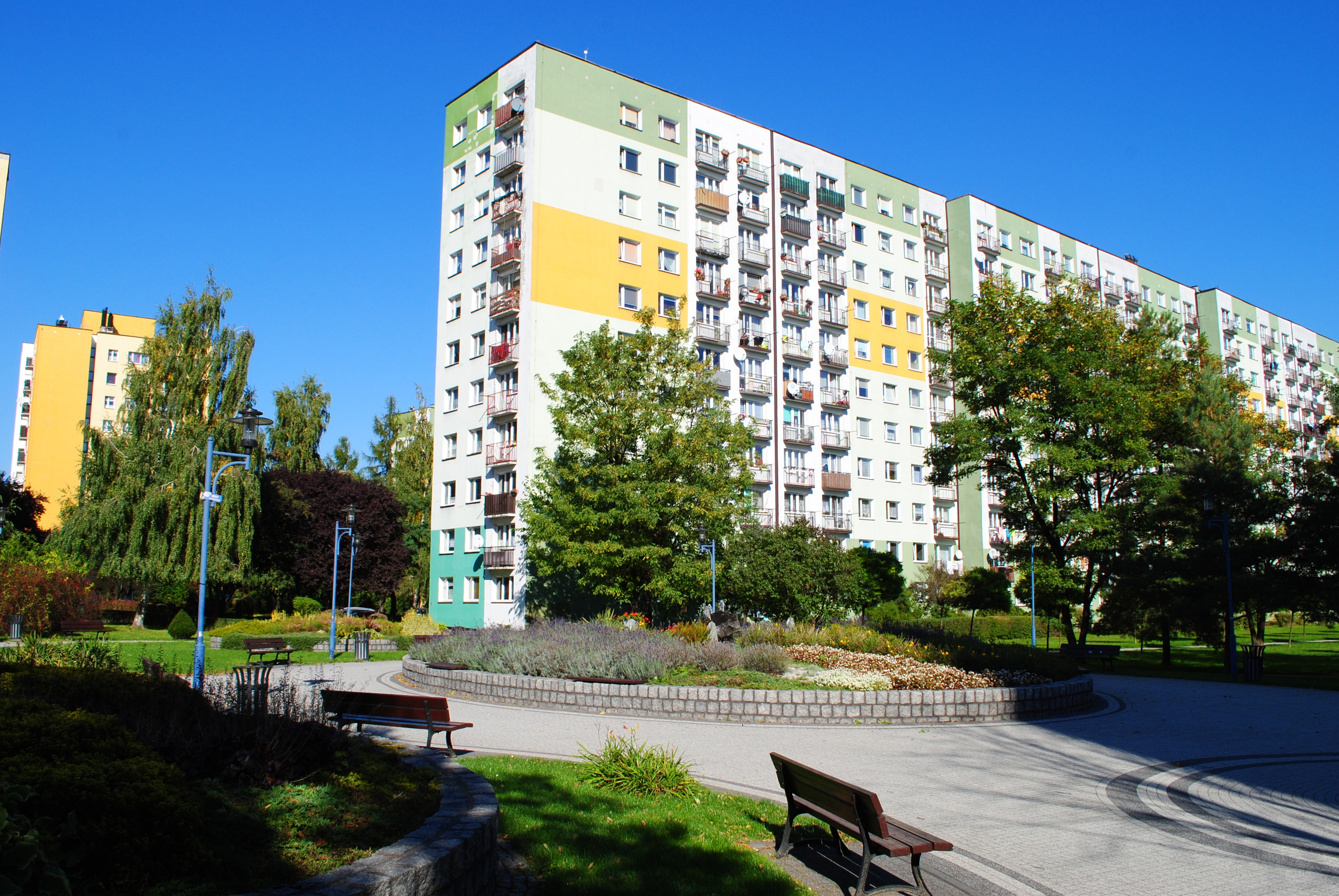
Fragment osiedla Młodych w rejonie tzw. placu pomnikowego

Osiedle Młodych powstało na polach uprawnych dawnego dworu w Bytkowie. Pierwsze prace budowlane na terenie nowego osiedla rozpoczęto w 1974 roku, zaś dwa lata później oddano do użytku pierwsze budynki. Były to bloki przy alei Młodych 1-2 i 3-7 oraz przy ulicy Związku Harcerstwa Polskiego 7, 9, 10 i 11, z czego jako pierwsze, w dniu 31 marca 1976 roku, oddano do użytku bloki przy ulicy Związku Harcerstwa Polskiego 7 i 9. Do końca lat 70. XX wieku powstały bloki przy ulicach: Bohaterów Westerplatte 4-12, J.N. Stęślickiego 1-2 i 3-6, Szarych Szeregów 1-4, Teatralnej 1-3, jak również budynki osiedla położone przy ulicy Związku Harcerstwa Polskiego i przy alei Młodych. Ostatnie budynki mieszkalne ukończono w 1982 roku. Oddano wówczas do użytku bloki przy ulicy Niepodległości 30-32 oraz W. Wróblewskiego 2-4 i 6-8. Osiedle zaprojektowało Biuro Projektów Inwestprojekt z Gliwic.
Pierwotnie patronem osiedla był Janek Krasicki, którego pomnik znajdował się na terenie osiedla. Postawiono go latach 80. XX wieku, a zdemontowano w 1991 roku. W latach 80. XX wieku powstały pawilony handlowe, w których mieścił się m.in. sklep PSS „Społem”. Pierwotnie przystanek autobusowy, z którego korzystali pierwsi mieszkańcy osiedla, znajdował się przy budynku administracji sąsiedniego osiedla Chemik przy ulicy ks. Kapicy, po czym przeniesiono go w późniejszym okresie na aleję Młodych.
Na początku września 1982 roku uroczyście oddano do użytku gmach obecnej Szkoły Podstawowej nr 8 im. Skrzeka i Wójcika. W wydarzeniu brali udział m.in. przedstawiciele władzy, branży górniczej, delegacje różnych szkół i rodziny patronów szkoły. Placówka oświatowa 1 września 2002 roku weszła w skład Zespołu Szkół Sportowych. W tym samym dniu rozpoczęło działalność V Liceum Ogólnokształcące.
W sierpniu 2014 roku oddano do użytku po rewitalizacji tzw. plac pomnikowy, gdzie powstał nowy skwer, wkomponowano elementy małej architektury, dokonano renowacji terenów zielonych, a także powstało boisko wielofunkcyjne. Prace te zrealizowały wspólnie Siemianowicka Spółdzielnia Mieszkaniowa oraz Urząd Miasta Siemianowice Śląskie.

## Charakterystyka

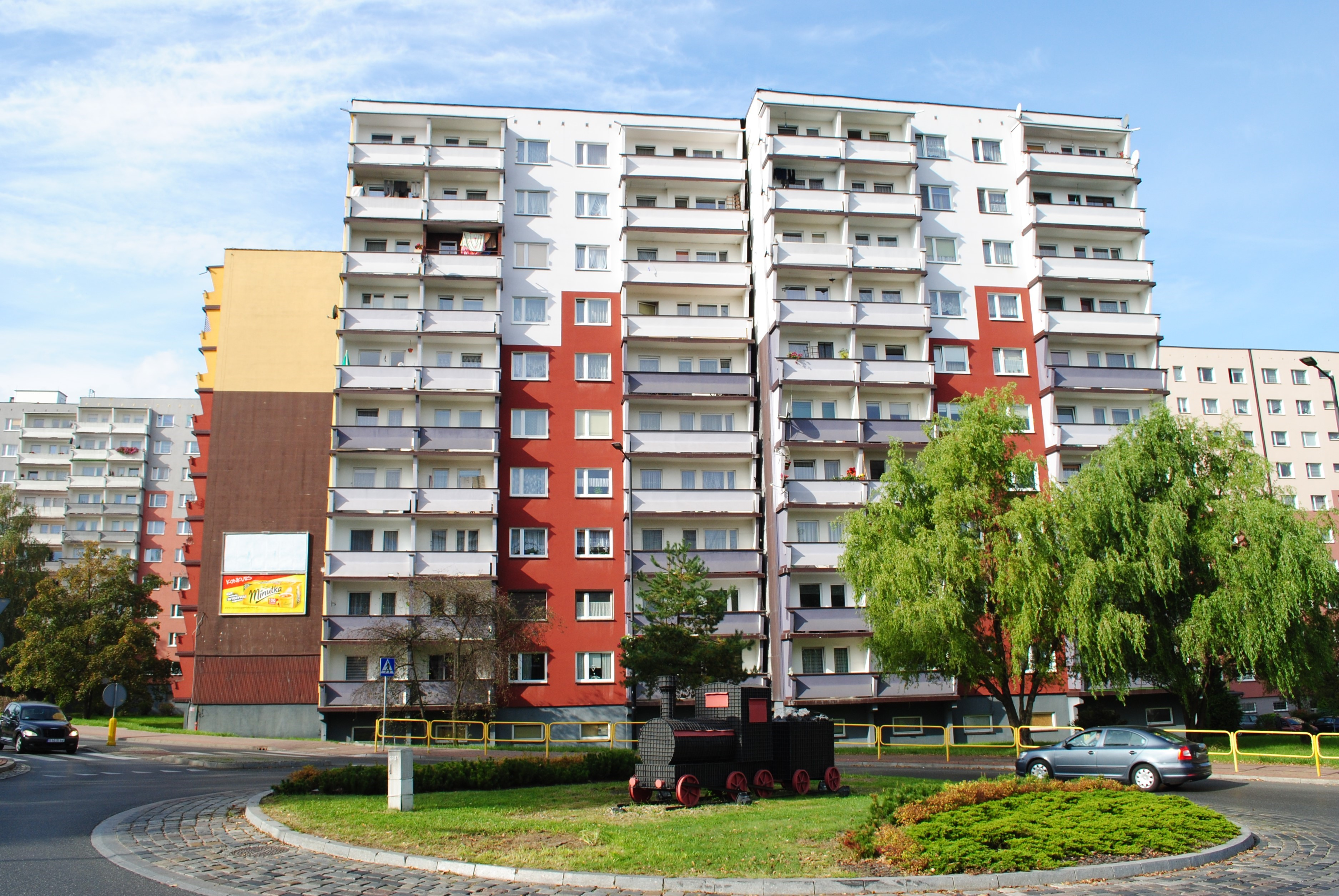
Fragment osiedla Młodych – bloki mieszkalne przy ulicy Niepodległości

Osiedle Młodych położone jest w południowo-zachodniej części Siemianowic Śląskich, w dzielnicy Bytków, w rejonie ulic: Bohaterów Westerplatte, Niepodległości, J.N. Stęślickiego, Szarych Szeregów, Teatralnej, W. Wróblewskiego i Związku Harcerstwa Polskiego, a także przy alei Młodych i placu Skrzeka i Wójcika. Zostało ono zaprojektowane przez Biuro Projektów Inwestprojekt Gliwice. Składa się z 23 zespołów jedenastokondygnacyjnych bloków mieszkalnych, oddanych do użytku w latach 1976–1982.Większość budynków na osiedlu powstało w technologii wielkopłytowej, zaś cztery najstarsze budynki położone przy ulicy Związku Harcerstwa Polskiego wzniesiono z pustaków. W budynkach mieszczą się, według stanu z końca 2019 roku, 1 904 mieszkania o łącznej powierzchni 99 591,67 m². W tym czasie osiedle liczyło 4 118 mieszkańców. Do osiedla pod koniec 2019 roku przynależało 279 garaży o łącznej powierzchni 4 428,37 m². Osiedle Młodych jest pod administracją Siemianowickiej Spółdzielni Mieszkaniowej. Siedziba administracji osiedla mieści się przy alei Młodych 15a. 
Na terenie osiedla Młodych funkcjonują następujące placówki oświatowo-wychowawcze:
- Przedszkole nr 2 Tęczowa Dwójeczka w Siemianowicach Śląskich (ul. Związku Harcerstwa Polskiego 8)[8],
- Zespół Szkół Sportowych w Siemianowicach Śląskich: Szkoła Podstawowa nr 8 i V Liceum Ogólnokształcące z oddziałami sportowymi (ul. Mikołaja 3; pl. Skrzeka i Wójcika 4)[9].

Wierni rzymskokatoliccy mieszkający na osiedlu Młodych przynależą do bytkowskiej parafii Ducha Świętego.
Do osiedla Młodych dojeżdżają autobusy miejskiego transportu zbiorowego, będące pod administracją Zarządu Transportu Metropolitalnego (ZTM), kursujące przez ulice: ks. J. Kapicy i Niepodległości oraz aleję Młodych. Przy ostatniej z tych ulic zlokalizowany jest przystanek Bytków Osiedle Młodych, z którego według stanu z września 2021 roku odjeżdża 8 linii autobusowych, w tym jedna nocna. Przy alei Młodych znajduje się stacja rowerów miejskich Osiedle Młodych, będąca częścią systemu Siemianowickiego Roweru Miejskiego.